# Naturpark Südheide
Naturpark Südheide blev oprettet som Naturpark i 1964, og har et areal på 480 km². Naturparken ligger i den sydlige del af Lüneburger Heide og er kendetegnet af store skov- og hedearealer. Landskabet er dannet i istiden og er præget af blidt bølgende bakker og store sammenhængende skovarealer.
Fem procent af arealet er Naturschutzgebiet og 90 procent er udlagt som Landschaftsschutzgebiet.

## Beliggenhed
Naturpark Südheide ligger i den sydlige del af Lüneburger Heide, i den nordøstlige del af Landkreises Celle og begynder få kilometer nord for Celle. Derfra strækker den sig mellem byerne Bergen mod vest, over Faßberg mod norden og Weyhausen og Steinhorst mod øst. Andre Hedebyer i naturparken er Eschede, Hermannsburg, Müden (Örtze), Unterlüß, Eldingen
og i udkanten af naturparken, Winsen (Aller).
Naturparken omfatter kun omkring en sjettedel af landskabet Südheide. Nordnordvest for naturparken Südheide ligger 18 km væk Naturpark Lüneburger Heide ved den nordvestlige del af Hohen Heide, i hvis centrum Naturschutzgebiet Lüneburger Heide ligger. Mod østnordøst ligger omkring 26 km væk, Naturpark Elbhöhen-Wendland med landskabet Ostheide.

## Området
Naturpark Südheide er en del af det største sammenhængende skov, primært domineret af fyrretræer og gran. Dele af det tidligere kongelige skove, såsom for eksempel Lüßwald i den nordøstlige del af naturparken, har bestande af bøg og eg.
En hovedbestanddel af landskabet er de 525 hektar store hedeområde, med næsten udelukkende hedelyng ( Calluna vulgaris), kun på få vådere steder findes klokkelyng ( Erica tetralix ). Området er rester af de store hedearealer i middelalderen, som lå mellem Celle og Lüneburg. Disse er nu beskyttet som naturschutzgebiet eller som en del af det europæiske Natura 2000- naturbeskyttelsesprojekt.
Naturpark Südheide er som andre dele af Lüneburger Heide et traditionelt område for biavl hvor der produceres lynghonning.